# It's Time (album de Michael Bublé)
Pour les articles homonymes, voir It's Time.
Albums de Michael Bublé
Caught in the Act With Love
It's Time est le deuxième album de Michael Bublé réalisé le 8 février 2005.

## Chansons
1. Feeling Good (Leslie Bricusse, Anthony Newley) - 3:57 Listen (help·info)
2. A Foggy Day (George Gershwin, Ira Gershwin) - 2:31
3. You Don't Know Me (Eddy Arnold, Cindy Walker) - 4:14
4. Quando, Quando, Quando (duet with Nelly Furtado) (Tony Renis, Alberto Testa) - 4:45
5. Home (Michael Bublé, Alan Chang, Amy Foster-Gillies) - 3:45
6. Can't Buy Me Love (Lennon/McCartney) - 3:14
7. The More I See You (Mack Gordon, Harry Warren) - 3:47
8. Save the Last Dance for Me (Walter Hirsch, Frank Magine, Phil Spitalny) - 3:38
9. Try a Little Tenderness (Jimmy Campbell, Reginald Connelly, Harry M. Woods) - 4:05
10. How Sweet It Is (To Be Loved by You) (Lamont Dozier, Brian Holland, Eddie Holland) - 2:58
11. A Song for You (Leon Russell) - 4:42
12. I've Got You Under My Skin (Cole Porter) - 3:40
13. You and I (Stevie Wonder) - 3:54

## Bonus
- Bonus sur l'édition du Starbucks :

1. Come Fly with Me (Sammy Cahn, Jimmy Van Heusen)

- Bonus sur l'édition spéciale :

1. Dream a Little Dream of Me (Fabian Andre, Gus Kahn, Wilbur Schwandt) - 3:08
2. Mack the Knife (Marc Blitzstein, Bertolt Brecht, Kurt Weill) - 3:20

- Bonus sur l'édition du Fan Club :

1. It's All in the Game (Charles G. Dawes, Carl Sigman)
2. I'm Beginning to See the Light (Duke Ellington, Don George, Johnny Hodges, Harry James)

- Bonus sur l'édition japonaise :

1. Softly, as I Leave You (Hal Shaper, Antonio DeVita, Giorgio Calabrese)